# Eedilhjävri
Eedilhjävri eller Edlehjavri är en sjö i kommunen Enare i landskapet Lappland i Finland. Sjön ligger 231 meter över havet. Arean är 61 hektar och strandlinjen är 7,49 kilometer lång. Sjön  ingår i Pasvik älvs huvudavrinningsområde.   Den ligger omkring 300 kilometer norr om Rovaniemi och omkring 1000 kilometer norr om Helsingfors. 